# Kagisho Dikgacoi
Kagisho Evidence Dikgacoi, född 24 november 1984, är en sydafrikansk fotbollsspelare som har spelat för Crystal Palace och det sydafrikanska landslaget. Han hade kontrakt med Cardiff City till och med säsongen 2016/2017.
Han debuterade för Crystal Palace den 19 februari 2011, i en 1–0-vinst över Sheffield United. När Crystal Palace blev nedflyttade till Football League Championship blev Dikgacoi fri från sitt kontrakt och skrev inför säsongen 2014/2015 på ett treårskontrakt med Cardiff City.